# Montpelier (Luizjana)
Montpelier – wieś w Stanach Zjednoczonych, w stanie Luizjana, w parafii St. Helena.